# Batalla de Legé (1794)

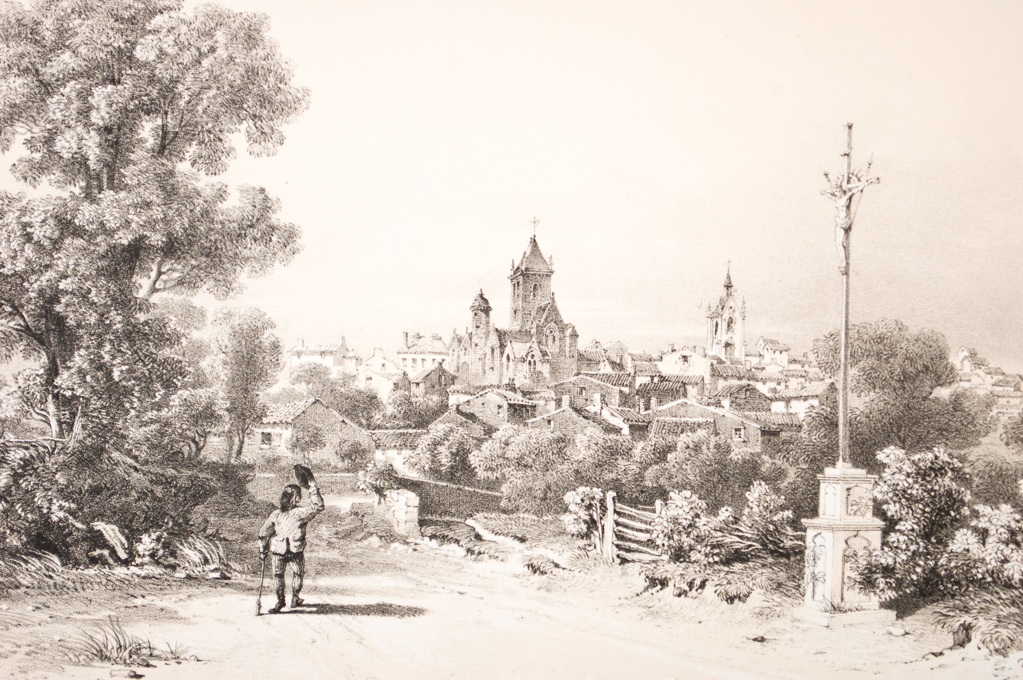
La Vila de Legé vers el 1850

La tercera batalla de Legé té lloc el 6 de febrer de 1794 durant la guerra de Vendée. Acaba amb la victòria dels Vendéans que recuperen breument la ciutat de Legé.

## Preludi
Després de la seva victòria a la batalla de Chauché contra una columna del general Grignon, el 2 de febrer de 1794, les forces de la Vendée de Charette, Sapinaud i Joly es van traslladar a Les Essarts, després a La Ferrière, La Roche-sur-Yon i Rocheservière per evitar altres columnes republicanes llançades a la recerca d'elles.
Durant aquest temps, el 3 de febrer de 1794, el general republicà Florent Joseph Duquesnoy va reprendre a Montaigu el comandament de la seva columna, cedida provisionalment al general Bonnaire per malaltia. L'endemà, va deixar Montaigu i va anar a Saint-Fulgent, després a Les Essarts. Llavors marxa a la recerca de la tropa de Charette i Sapinaud i s'apodera de 25 Vendéans a La Ferrière, després fa la seva cruïlla a La Roche-sur-Yon amb els 1.200 homes de la columna de Dufour, procedents de Chantonnay,[Note nº. 1]

## Forces implicades
Des de finals de gener de 1794, la cinquena columna de l'exèrcit del general Haxo ocupa la ciutat de Legé, Haxo era a Machecoul el 28 de gener, on va saber que un comboi que sortia de Legé cap a Nantes va ser atacat pels vendeans amb la pèrdua de deu homes morts o ferits i que el lloc d'Aizenay havia estat envaït. Atribuint aquests fracassos als comandants dels diversos llocs, Haxo ordena al capità Ducasse, del regiment d’infanteria de la 39a línia, que prengui el comandament de la guarnició de Legé.[Note nº. 2]
Segons Savary, la força de la columna estacionada a Legé és de 600 a 700 homes. A les seves memòries [Note nº. 3,] el líder de la Vendée, Lucas de La Championnière, estima que la guarnició era forta en el moment de l'atac de 800 homes, inclòs un batalló de Bordeus. Els republicans també tenen dos canons.
Segons una carta del líder de brigada Prat al general Haxo,[Note nº. 3] Ducasse calcula que les forces de la Vendée són de 800 infants i 100 de cavalleria. [Note nº. 4] L'historiador Lionel Dumarcet porta el nombre de Vendéans a 3.000.

## Procés
El 6 de febrer, els Vendeans van atacar Legé, a través de la carretera de Rocheservière, cap al nord-est. El líder de la Vendée, Pierre-Suzanne Lucas de La Championnière, escriu a les seves memòries:
| « | <Els republicans estacionats a Legé havien massacrat tots els habitants dels voltants; els cadàvers de dones i nens, que anaven a tots els pobles amb una barbàrica simetria de la qual els salvatges no haurien pogut, semblaven plorar venjança als pares que els van sobreviure.> | » |

Malgrat el foc dels seus dos canons, els republicans van fugir ràpidament, gairebé sense lluita. Es van retirar cap al nord, per la carretera de Nantes, però la seva retirada va ser tallada per un riu desbordat i van ser superats i massacrats pels Vendéens.
Els supervivents, amb el capità Ducasse entre ells, s'uneixen a les tropes del líder de brigada Prat a Corcoué-sur-Logne. Els republicans van deixar aquest lloc l'endemà.

## Pèrdues
Les pèrdues republicanes són fortes. Segons Lucas de La Championnière, només 60 dels 800 homes de la guarnició van aconseguir escapar. Quan el general Florent Duquesnoy es va fer càrrec de la ciutat tres dies després, va escriure que "tres o quatre-cents cadàvers al poble i els voltants enverinen l'aire" i que "tots aquests morts anaven vestits amb la roba nacional". Diversos mesos després, en un informe enviat el 16 d'octubre de 1794 al Comitè de Seguretat Pública, el representant de la missió Charles-Jacques-Étienne Girard-Villars va escriure que els Vendéans de Charette havien matat 200 homes durant la batalla.

Els Vendéans no fan presoners, els republicans que es rendeixen són afusellats immediatament. A les seves memòries, Lucas de La Championnière escriu:
| « | <Quantes vegades he lamentat sobre la necessitat de destruir tantes persones, la meitat de les quals potser compartien la nostra opinió; però els presos presos l'any anterior havien vingut a atacar-nos de nou; sabíem que un jove que va tornar a la seva paraula no era capaç de complir-la. Pocs dels que hauríem fet presoners haurien consentit compartir la nostra misèria i no teníem més llocs on poder-los assegurar.> | » |

Només dos joves timbalers haurien estat estalviats per Joly a condició de marxar amb els reialistes. Un oficial anomenat Beaumel també es va salvar gràcies, segons Lucas de La Championnière, a la intervenció del seu amic íntim que portava uns dies amb nosaltres. Beaumel es va unir a les files dels Vendéens i va lluitar entre ells fins a la seva mort a la batalla de Bégaudière el 21 de febrer de 1796.
Els reialistes també van apoderar-se dels dos canons i els seus caixons de munició, així com de dues ambulàncies que van arribar a Legé el mateix matí. No es coneixen les pèrdues dels Vendéans. Entre els morts, però, hi ha el fill del general Jean-Baptiste Joly, també anomenat Jean-Baptiste.[Note nº. 5]

## Conseqüències
Els Vendéans són amos de Legé, però segons Lucas de La Championnière, "els cadàvers d'homes i animals i carronyes de tota mena van fer de Legé un lloc brut". Els vencedors surten de la ciutat el mateix vespre per passar la nit a La Benate, a prop del poble de Corcoué-sur-Logne. A mitjanit, una demi-brigada Mayençais procedent de Palluau, sota les ordres de l'ajudant general Llop, recupera la possessió de Legé, però es retrograda l'endemà al matí.[Note nº. 6]
Durant la seva marxa cap a La Benate, Charette aconsegueix travessar el riu Logne sense dificultats amb els seus genets, però els infants lluiten per fer passar els canons a Moulin-Guérin. Aleshores, els estranys se sorprenen d'un destacament d'hussars de la columna de Palluau que sembra el pànic a les seves files. Els hússars s'apoderen dels cotxes que porten la farina, el pa i els ferits, mentre els fugitius corren a amagar-se al bosc de Rocheservière. L'endemà, segons Lucas de La Championnière, aquest últim es va reunir amb republicans que havien sobreviscut a la baralla el dia anterior: A la vista dels altres, es van creure mútuament que el partit contrari estava fent la recerca i es van demanar pietat els uns als altres. a banda i banda d'altres.[Note nº. 7]
Durant aquest temps, Duquesnoy abandona La Roche-sur-Yon i després passa per Aizenay i Palluau. [Note nº. 8] El 9 de febrer va arribar a Legé6,[Note nº. 9] No obstant això, no va poder quedar-se allà causa dels cadàvers que "enverinen l'aire "Segons Duquesnoy". Charette va ser denunciat el mateix dia a Saint-Philbert-de-Grand-Lieu. L'endemà, Duquesnoy va anar a trobar els Vendéans als quals va atacar al pont de Noyers, prop de Saint-Colombin.